# Saint-Joseph-de-Beauce
Pour les articles homonymes, voir Saint-Joseph et Beauce.
Saint-Joseph-de-Beauce est une ville dans la municipalité régionale de comté de Beauce-Centre au Québec (Canada), située dans la région administrative de Chaudière-Appalaches. La municipalité obtint le statut de ville le 6 octobre 1965. Environ 4 600 personnes y habitent.

## Histoire
Les origines de Saint-Joseph-de-Beauce remontent à l'époque de la Nouvelle-France, alors que la seigneurie de Saint-Joseph est concédée à Pierre Rigaud de Vaudreuil en 1736. Cependant, c'est à Joseph de Fleury de La Gorgendière que l'on doit l'établissement d'une véritable seigneurie, à la suite d'un échange avec Rigaud. Joseph Fleury y installe des premiers colons puis y fait construire un moulin à farine et une chapelle dès 1739. La fondation de Saint-Joseph-de-Beauce remonterait ainsi à 1737, ce qui en fait une des plus anciennes localités de la Beauce. C'est d'ailleurs du prénom de Joseph Fleury de la Gorgendière que provient le nom de la municipalité.
Saint-Joseph, première paroisse de la Beauce, a été fondée en 1736. Mais c'est sa désignation comme chef-lieu judiciaire de la Beauce en 1857 qui explique le nombre très élevé de belles constructions pour une ville de 4600 habitants seulement. Le palais de justice a amené plusieurs notables à s'installer dans le village et accéléré la création de nouveaux commerces.
Grâce à cette prospérité économique, entre 1865 et 1911, on a pu faire appel à des architectes reconnus pour la construction d'une église, d'un presbytère, d'un couvent, d'un orphelinat et d'un collège. Ces bâtiments forment un ensemble architectural classé site historique depuis 1985.
Les prestigieux bâtiments publics du village ont incité les notables de l'endroit à se faire construire des résidences cossues dans les rues avoisinantes. Le tout forme un parc immobilier d'une rare diversité et d'une grande richesse, qui a valu à la ville le titre de capitale culturelle du Canada en 2006.

### Chronologie
- 1er juillet 1845 : Érection de la paroisse de St. Joseph de Beauce.
- 1er septembre 1847 : Fusion de plusieurs entités municipales et érection du comté de Dorchester
- 1er juillet 1855 : Division du comté de Dorchester en plusieurs entités municipales dont la paroisse de St. Joseph de Beauce.
- 3 octobre 1889 : Érection du village de Saint-Joseph.
- 9 février 1957 : La paroisse de St. Joseph de Beauce devient la paroisse de Saint-Joseph-de-Beauce.
- 30 octobre 1965 : Le village de Saint-Joseph devient la ville de Saint-Joseph-de-Beauce.
- 27 janvier 1999 : Annexion de la paroisse Saint-Joseph-de-Beauce à la ville de Saint-Joseph-de-Beauce.

## Géographie
La rivière Chaudière, qui délimite l'ouest de la municipalité, coule du sud vers le nord.
La rivière Calway traverse la municipalité d'est en ouest pour atteindre sa confluence avec la rivière Chaudière.
À partir de son crénon la rivière Pouliot coule vers l'ouest pour confluer avec la rivière Chaudière. 
La rivière Morency traverse la limite nord de la municipalité.

## Démographie
| 1861  | 1871  | 1881  | 1891  | 1901  | 1911  | 1921  | 1931  |
| ----- | ----- | ----- | ----- | ----- | ----- | ----- | ----- |
| 3 079 | 2 981 | 2 838 | 3 163 | 3 297 | 3 272 | 3 005 | 3 125 |

| 1941  | 1951  | 1956  | 1961  | 1966  | 1971  | 1976  | 1981  |
| ----- | ----- | ----- | ----- | ----- | ----- | ----- | ----- |
| 2 934 | 3 451 | 3 603 | 3 532 | 3 713 | 3 692 | 4 109 | 4 323 |

| 1986  | 1991  | 1996  | 2001  | 2006  | 2011  | 2016  | 2021  |
| ----- | ----- | ----- | ----- | ----- | ----- | ----- | ----- |
| 4 348 | 4 331 | 4 361 | 4 487 | 4 454 | 4 722 | 4 858 | 5 014 |

## Administration
Les élections municipales se font en bloc et suivant un découpage de six districts.
| Saint-Joseph-de-Beauce Maires depuis 2002                                                                            |                |         |          |
| Élection | Maire          | Qualité | Résultat |
| 2002 | André Spénard  |         | Voir     |
| 2005 | Michel Cliche  |         | Voir     |
| 2009 | Michel Cliche  | Voir    |          |
| 2013 | Michel Cliche  | Voir    |          |
| 2017 | Pierre Gilbert |         | Voir     |
| 2021 | Serge Vachon   |         | Voir     |
| Élection partielle en italique Depuis 2005, les élections sont simultanées dans toutes les municipalités québécoises |                |         |          |

## Maisons patrimoniales
Saint-Joseph-de-Beauce possède plus de 45 maisons patrimoniales, bien préservées et encore habitées. Regroupées pour la plupart dans l'avenue du Palais, l'avenue Sainte-Thérèse, la rue de la Gorgendière et la rue Martel, ces demeures témoignent de l'évolution de l'architecture Beauceronne. L'histoire et les particularités de chacune de ses maisons sont répertoriées.Ces bâtiments sont classés site historique depuis 1985.
L'église de Saint-Joseph-de-Beauce fait partie de cet ensemble architectural. Elle fut construite entre 1865 et 1876. Sur la façade en pierre, un imposant portail en saillie d’inspiration néoromane et son fenêtrage reprennent le motif de la rosace de la tour centrale du clocher en saillie. L'intérieur de l’église est de style néoclassique. Son décor en bois sculpté comprend trois sections: une nef centrale et deux bas-côtés avec des plafonds à caissons séparés de la nef par de hautes colonnes surmontées d’un entablement. Les trois autels sont dessinés et sculptés par Francis Dion dans un style plus moderne et éclectique. Un orgue Casavant y est installé en 1913.

## Carrière de marbre
On a extrait une serpentinite carbonatée (ophicalcite) du Groupe de Caldwell, au début du XXe siècle dans les environs de Saint-Joseph-de-Beauce : il fut utilisé pour la fabrication de granules à terrazzo, de gravier à volaille et de granules pour bardeaux de toiture. Une petite partie de la pierre extraite a servi à la production de blocs de marbre décoratif. Cette roche est gris clair rosé, ou rouge foncé, à grains fins, avec veinules de calcite blanche et jaune.

## Personnalités
- Jean-Marc Cormier (1948-),Écrivain québécois a fait ses études secondaires à Saint-Joseph.
- David Cliche (1952-2020), homme politique canadien.